# Park Jin Hyok
Park Jin Hyok (en chosŏn'gŭl, 박진혁, Corea del Norte, 4 de febrero de 1990)  es un cracker considerado por Estados Unidos culpable de la creación de Wannacry y su ataque global, del ciberataque a Sony Pictures y del robo al banco central de Bangladesh. También es acusado de ser miembro y contribuir criminalmente a la Chosun Expo Joint Venture (también llamada Korea Expo Joint Venture), una organización de piratería afiliada al laboratorio 110 denominada "Lazarus Group" (dialecto norcoreano: 나사로 그룹?, Nasaro GeurupRR, Nasaro KŭrupMR, dialecto surcoreano: 라자루스 그룹?, Rajaruseu GeurupRR, Rajarusŭ KŭrupMR).
Luego de varias acusaciones, el 8 de junio del año 2018 se ordenó el arresto de Park por orden del Tribunal del Distrito Central de California (Estados Unidos).

## Buscado por el FBI

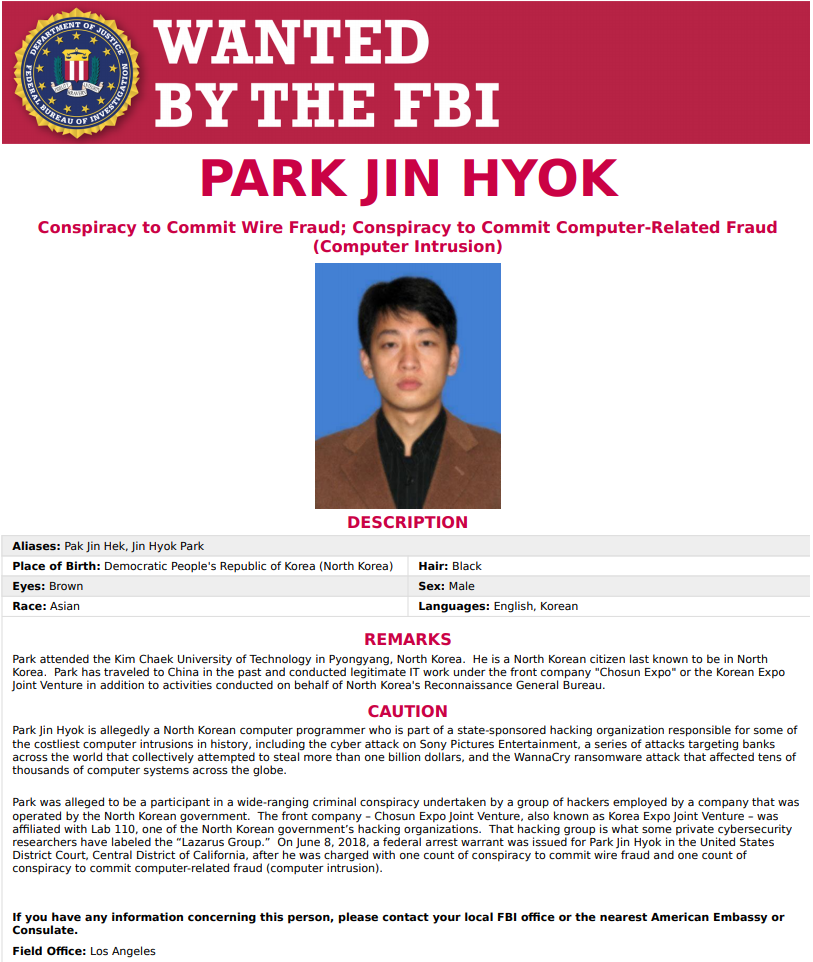
Cartel que anuncia su búsqueda por los botones